# Wereldjaar van de Natuurkunde
Ter viering van de honderdste verjaardag van Einsteins wonderjaar, werd 2005 uitgeroepen tot het Wereldjaar van de Natuurkunde, met als deelthema het Einsteinjaar. Naast het herdenken van Einsteins wetenschappelijke publicaties in 1905 (die het startschot gaven voor een ware revolutie in de natuurkunde) had het themajaar als doel de wereldwijde aandacht voor fysica en andere natuurwetenschappen te verscherpen. Het initiatief voor dit themajaar werd genomen door de Internationale Vereniging voor Zuivere en Toegepaste Natuurkunde (IUPAP), en werd vervolgens ondersteund door de UNESCO en het Amerikaans Congres. 

## Herdenking

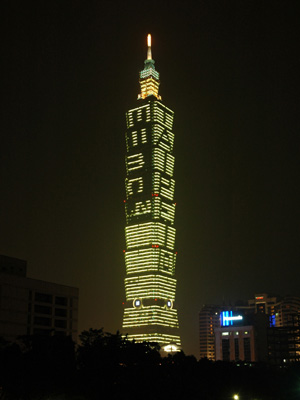
De massa–energie relatie op de Taipei 101, tijdens het Wereldjaar van de Natuurkunde

Rond het einde van de 19de eeuw, leek het erop dat de natuurkunde een dode wetenschap was. Men bezat een goede kennis over het gedrag van vaste stoffen, vloeistoffen en gassen, en met de wetten van Maxwell leek de theorie van het elektromagnetisme een elegant en afgerond geheel.
Deze opvatting vormde een rem op het natuurkundig onderzoek, aangezien men van mening was dat de enige denkbare verdere evolutie het uitbreiden van bestaande toepassingen was. 
Niet iedereen was bekommerd om de paar vraagstukken die men nog niet kon oplossen (het zogeheten foto-elektrisch effect, de snelheid van het licht, en de brownse beweging). Het was dan ook een heuse revolutie toen Albert Einstein in één jaar vier artikels publiceerde die deze vraagstukken niet alleen oplosten, maar ook aantoonden dat de antwoorden op deze problemen een geheel nieuwe kijk op de natuurkunde vereist.
Dit gebeuren luidde definitief het tijdperk van de moderne natuurkunde in, en wordt vaak omschreven als Einsteins wonderjaar. In het kort, verwezenlijkte Einstein de volgende ideeën:
- De atoomtheorie (welke tot dan toe werd gezien als een rekenkundige truc, maar niet noodzakelijke werkelijkheid) is onontbeerlijk om het fenomeen van brownse beweging kwalitatief en kwantitatief te verklaren. Hiermee leverde hij als eerste echt bewijs dat atomen wel degelijk bestaan en de natuurkunde van de macroscopische fysica bijna volledig bepalen.
- De gemeten snelheid van het licht hangt niet af van het referentiestelsel waarin men zich bevindt. Bovendien betekent dit dat tijd en ruimte noodzakelijk één geheel vormen, de ruimtetijd. De wiskundige achtergrond om dit te beschrijven, is de speciale relativiteitstheorie. Een relatie die hij uit deze theorie afleidde, is de bekende gelijkheid {\displaystyle E=mc^{2}} (afgebeeld op de Taipei 101 rechts.). Hiermee veranderde definitief de kijk op de werkelijkheid. Bovendien zou de theorie later nog verder uitgebreid worden tot de algemene relativiteitstheorie, welke meteen ook de zwaartekracht kon beschrijven, en zo de oudere theorie van Newton opvolgde en verbeterde.
- Het foto-elektrisch effect kan alleen begrepen worden als men licht ziet als opgebouwd uit kleine pakketjes, zogeheten lichtkwanta. Dit inzicht gaf aanleiding tot de theorie van kwantummechanica, welke in de daaropvolgende jaren ontwikkeld zou worden. Samen met de relativiteitstheorie zou de kwantummechanica de meest vernieuwende, en best geverifieerde theorie van de twintigste eeuw gaan vormen.